# Имсу
Имсу (на акадски: 𒅎𒍮 или Im-ZUM) е седми цар на Асирия, от династията на „17 царе, които живели в палатки“. Той наследява трона от Мандару. Управлява в периода 2335 – 2322 пр.н.е.